# Banco Ademi
El Banco Ademi (oficialmente Banco de Desarrollo Ademi, S. A.) es un banco privado de la República Dominicana fundado el 17 de julio de 1997 e inició sus operaciones en noviembre de ese mismo año. El presidente del consejo de administración es Raúl Lluberes de Ferrari y el presidente ejecutivo es Andrés Bordas.
En agosto del 2017 la Confederación Mundial de Negocios le otorgó un reconocimiento por sus prácticas sostenibles de responsabilidad social corporativa. Es uno de los bancos de ahorro y de crédito más grande del país.

### Historia
En marzo del año 1997 el consejo de directores de la Asociación para el Desarrollo de Microempresas, Inc. (Ademi), solicitó los servicios de una firma de Consultores Técnicos de Planificación, con la finalidad de realizar un estudio sobre el presente y el futuro de Ademi; los consultores recomendaron la creación de un Banco de Desarrollo. Fue así entonces cuando el 17 de julio de 1997 nace Banco de Desarrollo Ademi S.A., como una compañía constituida por acciones. En septiembre de 1997 la Junta Monetaria de la República Dominicana dictó, en su cuarta resolución, la apertura del Banco Ademi.
No fue hasta el 27 de enero de 1998 cuando el Banco Ademi inició sus operaciones y, en 2005, la Junta Monetaria le autorizó que en lo adelante sea un Banco de Ahorro y de Crédito. Con el tiempo se ha ido consolidando como uno de los bancos de ahorro de crédito más grande de República Dominicana. Desde sus inicios ha contado con el soporte del sector privado y también con el apoyo del Banco Europeo de Inversiones (BEI).
Desde el año 2013 opera con la categoría de Banco Múltiple.